# Doc Holliday
John Henry (Doc) Holliday (Griffin (Georgia), 14 augustus 1851 - Glenwood Springs (Colorado), 8 november 1887) was een Amerikaanse tandarts, gokker en pistoolvechter in het Wilde Westen. Hij is het meest bekend door zijn samenwerking met Wyatt Earp en het vuurgevecht bij de O.K. Corral (26 oktober 1881). Dit laatste is vele malen verfilmd en ook verwerkt in een avontuur van de stripheld Lucky Luke.

## Jeugd
Hij werd geboren als zoon van Henry Burroughs Holliday en Alice Jane Holliday (geboortenaam: McKey). Zijn familie werd gerespecteerd en zijn vader had in zowel de Mexicaans-Amerikaanse Oorlog als in de Amerikaanse Burgeroorlog gevochten. Docs moeder stierf toen hij 15 was, op 16 september 1866, aan tuberculose. Drie maanden later hertrouwde zijn vader met Rachel Martin. Kort na het huwelijk verhuisde de familie naar Valdosta, Georgia, waar Holliday naar het Valdosta Institute ging. Daar kreeg hij een sterke, klassieke, secundaire opleiding in retorica, grammatica, wiskunde, geschiedenis en talen, voornamelijk Latijn, maar ook Frans en Oudgrieks.
In 1870 verliet de negentien jaar oude Holliday het ouderlijk huis om te gaan studeren aan de tandartsenschool in Philadelphia. Op 1 maart 1872, kreeg hij het diploma van tandarts van het Pennsylvania College of Dental Surgery (nu the University of Pennsylvania School of Dental Medicine). Later dat jaar opende hij met Arthur C. Ford een tandartsenpraktijk in Atlanta.

## Gezondheid
Bij zijn geboorte leed Holliday aan schisis. Toen hij twee maanden oud was werd hij hieraan geopereerd door zijn oom J.S. Holliday, M.D. en een neef van de familie, de bekende arts Crawford Long. Als jonge volwassene was Holliday 1m78 groot en woog hij 70 kilogram.
Kort na het afstuderen als tandarts in Pennsylvania en de opening van een praktijk in Atlanta werd ook bij Holliday tuberculose geconstateerd (het is mogelijk dat Holliday deze ziekte van zijn moeder overgekregen heeft, dit werd pas jaren later duidelijk, want in de tijd van Holliday wist men niet dat de ziekte besmettelijk was). Er werden hem maar enkele maanden meer gegeven, maar door zijn verhuizing naar het westen (met een warmer en droger klimaat) heeft hij de ziekte waarschijnlijk kunnen afremmen.

## Dood
In 1887, Holliday was toen vroegtijdig grijs en leed veel pijn, ging hij naar een hotel (the Hotel Glenwood) bij de warmtebron van Glenwood Springs (Colorado), hopend om beter te worden van het befaamde, genezende, krachtige water. Maar waarschijnlijk heeft de zwaveldamp van de bron hem meer kwaad dan goed gedaan. Na twee maanden bedlegerig te zijn geweest, stierf Doc Holliday op 36-jarige leeftijd in zijn hotelkamer.

## Citaten over/van Holliday
In een artikel in 1896 zei Wyatt Earp over Holliday: "Doc was een tandarts die door de noodzaak een gokker geworden was; een heer die door een ziekte een landloper geworden was; een filosoof die door het leven een bijtende humorist geworden was; een lange, schrale, asblonde kerel, bijna dood door tuberculose en tegelijkertijd ook de meest getalenteerde gokker en de zenuwachtigste, snelste, dodelijkste man met een pistool die ik ooit gekend heb."
In een krantenartikel was Holliday ooit gevraagd of de moorden ooit zijn geweten hadden bezwaard, hij antwoordde (over zijn geweten): "Ik hoestte dat jaren geleden uit samen met mijn longen."
Big Nose Kate, zijn wettelijk vrouw, daarentegen zei dat ze zich de woorden nog herinnerde die hij sprak nadat hij terugkwam van de O.K. Corral: "Hij kwam terug naar zijn kamer, zat op het bed en zei: "Dat was afschuwelijk - afschuwelijk""
Virgil Earp zei dit op 30 mei 1882 (twee maanden nadat hij Tombstone had verlaten na de dood van Morgan Earp) in The Arizone Daily Star over Holliday: "Er was iets vreemd aan Doc. Hij was een heer, een goede tandarts, een vriendelijk man en toch, buiten ons (de drie broers Earp), denk ik niet dat hij een vriend had in het gebied. Er werden verhalen verteld dat hij mannen had vermoord in verschillende delen van het land; dat hij had geroofd en allerlei misdaden had gepleegd, en toch, als deze personen gevraagd werd hoe ze dit wisten, konden ze enkel zeggen dat ze dit hadden van horen zeggen en dat niks van dit alles kon toegewezen worden aan Doc. Hij was een tengere, ziekelijke kerel, maar wanneer er geplunderd werd of een strijd werd gestreden en hulp nodig was, was Doc een van de eersten om zijn paard te zadelen en zich te melden voor dienst."
- Bibsys: 90813768
- Gemeinsame Normdatei: 119330652
- International Standard Name Identifier: 0000 0000 2186 4765
- Library of Congress Control Number: n78088994
- Nationale Bibliotheek van Israël: 987012330363805171
- Nederlandse Thesaurus van Auteursnamen: 07490650X
- Russische Staatsbibliotheek: 000094611
- SNAC: w6zg6rpp
- Virtual International Authority File: 174148995765359750830